# Martín Caparrós
Martín Caparrós est un journaliste et écrivain argentin né à Buenos Aires le 29 mai 1957. 

## Biographie
Martín Caparrós, né en 1957, est le fils d'Antonio Caparrós, célèbre psychiatre. Il suit des études secondaires au Colegio Nacional de Buenos Aires. Il entame ensuite une carrière dans le journalisme, puis s'exile en France en 1976 à la suite du coup d’État du général Videla. Il obtient un diplôme d'histoire à Paris. Caparrós s'installe ensuite à Madrid, puis rentre en Argentine au début des années 1980.
En 2018 il est distingué comme "Citoyen Illustre" de la ville de Buenos Aires. Il réside actuellement à Madrid et publie des chronique dans El País et le  New York Times.

## Œuvre
L'œuvre de Caparrós comprend à la fois des textes de fiction et des essais. Figure intellectuelle emblématique du monde hispanophone, il est lauréat en Espagne du prestigieux prix Herralde pour son roman Los Living en 2011. 
Il est également lauréat du Prix international de journalisme roi d'Espagne et de la bourse Guggenheim en 1994.
Une partie de son œuvre est traduite en français : 
- Valfierno (Fayard, 2008)
- Living (Buchet/Chastel, 2014)[2]
- La Faim (Buchet/Chastel, 2015)[2]
- À qui de droit (Buchet/Chastel, 2017)[2]
- Tout pour la patrie (2020)